# Председатель Сената Франции
Председатель Сената Франции избирается сроком на три года после каждого обновления Сената, представляет палату в связях другими французскими институциями и проводит заседания.
Он обладает значительными конституционными полномочиями: в частности, в случае возникновения необходимости роспуска Национального Собрания Франции Президент республики обязан согласовать с ним этот вопрос.
Кроме того председатель Сената Франции назначает 3 из 9 членов Конституционного Совета Франции, которому он может передать на рассмотрение тот или иной проект или соглашение, которые сочтет противоречащими Конституции. 
Полномочия временного исполняющего обязанности президента Республики делают его «Вторым государственным лицом». В случае вакантности по той или иной причине должности президента Республики, а также в случае невозможности выполнения им своих должностных полномочий, председатель Сената исполняет – до следующих выборов – все должностные обязанности президента Республики, однако он не обладает правом назначать референдум или распускать Национальное Собрание. Председатель Сената, Ален Поэр, таким образом дважды исполнял обязанности президента Республики: в 1969 и в 1974 годах. 

## Июльская монархия
- Паскье, Этьенн Дени

## Вторая империя
1. Жером Бонапарт
2. fr:Raymond-Théodore Troplong
3. fr:Adrien Marie Devienne
4. Руэр, Эжен

## Третья Республика
1. Одиффре-Паскье, Гастон
2. Мартель, Луи Жозеф
3. Сэй, Леон
4. fr:Philippe Le Royer
5. Ферри, Жюль
6. Шальмель-Лакур, Поль-Арман
7. Лубе, Эмиль
8. Фальер, Арман
9. fr:Antonin Dubost
10. Буржуа, Леон
11. Думерг, Гастон
12. Жюстен де Сельв
13. Думер, Поль
14. Лебрен, Альбер
15. fr:Jules Jeanneney

## Четвёртая Республика
1. Огюст Кампети де Рибе
2. Гастон Моннервиль

## Пятая Республика
- 1-й — Гастон Моннервиль, с 4 октября 1959 года по 2 октября 1968 года
- 2-й — Ален Поэр, с 3 октября 1968 года по 2 октября 1992 года
- 3-й — Рене Монори, 2 октября 1992 года по 1 октября 1998 года
- 4-й — Кристиан Понселе, с 1 октября 1998 года по 1 октября 2008 года
- 5-й — Жерар Ларше, с 1 октября 2008 года по 1 октября 2011 года
- 6-й — Жан-Пьер Бель, с 1 октября 2011 года по 30 сентября 2014 года
- 7-й — Жерар Ларше, с 1 октября 2014 года по настоящее время